# Jména lidí
Jména lidí (v originále Le Nom des gens) je francouzská romantická komedie z roku 2010, kterou režíroval Michel Leclerc. Snímek měl světovou premiéru na filmovém festivalu v Cannes v rámci Semaine de la critique dne 13. května 2010.

## Děj
Bahia Benmahmoud vyznává styl hippies a řídí se heslem "láska, ne válka". S pravicovými muži, které potkává, má sex, aby je přiměla změnit jejich názor. Sama sebe se definuje jako „politická děvka". Tato metoda nese své ovoce až do dne, kdy se setká s Arthurem Martinem, kterého okamžitě zařadí mezi potenciální fašisty kvůli jeho názorům o principu předběžné opatrnosti a ptačí chřipce, kterou označuje za paranoidní, ale také kvůli proto, že se jmenuje stejně jako výrobce domácích spotřebičů Arthur Martin. Nicméně Arthur je socialista a velký podporovatel Lionela Jospina a Bahia si postupně uvědomuje, že ji přitahuje.

## Obsazení
| Sara Forestierová             | Bahia Benmahmoud                |
| Jacques Gamblin               | Arthur Martin                   |
| Zinedine Soualem              | Mohamed Benmahmoud, otec Bahiy  |
| Jacques Boudet                | Lucien Martin, Arthurův otec    |
| Carole Franck                 | Cécile Benmahmoud, matka Bahiy  |
| Michèle Moretti               | Annette Martin, Arthurova matka |
| Julia Vaidis-Bogard           | Annette ve 30 letech            |
| Adrien Stoclet                | Arthur Martin dospívající       |
| Zakariya Gouram               | Hassan Hassini                  |
| Nabil Massad                  | Nassim                          |
| Cyrille Andrieu-Lacu          | Arthurův dědeček                |
| Christina Palma de Figueiredo | Arthurova babička               |
| Nanou Garcia                  | matrikářka                      |

## Ocenění
- Velká cena pro nejlepšího scenáristu: Baya Kasmi a Michel Leclerc
- Festival romantických filmů v Cabourgu: Cena diváků
- Festival frankofonních filmů v Angoulême: cena za režii a cena publika
- César: nejlepší původní scénář (Baya Kasmi a Michel Leclerc), nejlepší herečka (Sara Forestier); nominace v kategoriích nejlepší film a nejlepší herec (Jacques Gamblin)
- Étoile d'or du cinéma français: nejlepší herečka (Sara Forestier)
- Křišťálový glóbus: nominace na nejlepší film a nejlepší herečku (Sara Forestier)